# Лунка Асау (Бакау)
Лунка Асау (рум. Lunca Asău) насеље је у Румунији у округу Бакау у општини Асау. Oпштина се налази на надморској висини од 406 m.

## Становништво
Према подацима из 2002. године у насељу је живело 814 становника, од којих су сви румунске националности.